# Petruța Orlandea
Petruța Gabriela Orlandea, född 7 april 1999 är en volleybollspelare (vänsterspiker).
Hon spelade med Rumänien vid EM 2021. På klubbnivå har hon spelat för CSM Târgoviște (2021-), CS Medgidia (2019-2021), FC Argeș Pitești (2018-2019) och UVT Agroland Timișoara (2016-2018).